# Население на Папуа Нова Гвинея
Населението на Папуа Нова Гвинея според преброяването през 2011 г. е 7 275 324 души.

## Възрастов състав
(2000)
- 0 – 14 години: 39 % (мъже 972 289 / жени 940 049)
- 15 – 64 години: 58 % (мъже 1 470 158 / жени 1 365 523)
- над 65 години: 3 % (мъже 84 942 / жени 94 023)

(2006)
- 0 – 14 години: 37,8 % (мъже 1 090 879 / жени 1 054 743)
- 15 – 64 години: 58,3 % (мъже 1 703 204 / жени 1 601 224)
- над 65 години: 3,9 % (мъже 103 054 / жени 117 440)

(2015)
- 0 – 14 години: 34,4 % (мъже 1 169 870 / жени 1 128 631)
- 15 – 64 години: 61,5 % (мъже 2 101 229 / жени 2 002 397)
- над 65 години: 4,1 % (мъже 139 060 / жени 131 242)

## Коефициент на плодовитост
- 2006 – 3,88

## Етнически състав
- меланезийци
- папуаси
- негрито
- микронезийци
- полинезийци

## Религия
- 69,4% – протестанти
- 27% – римокатолици
- 3,3% – индиански вярвания и други
- 0,3% – бахайци

## Език
Официални езици са ток писин, хири моту и английски. Според изданието Етнолог, в Папуа Нова Гвинея се говорят 839 езика.